# Pontogeneia melanophthalma
Pontogeneia melanophthalma är en kräftdjursart som beskrevs av Gurjanova 1938. Pontogeneia melanophthalma ingår i släktet Pontogeneia och familjen Eusiridae. Inga underarter finns listade i Catalogue of Life.